# 王玄策
王玄策（おう げんさく、生没年不詳）は、唐の太宗、高宗に仕えた中堅の文官（官僚）。中国から天竺（インドのヴァルダナ朝）へ3回（一説では4回）にわたり外交使節として赴き、特に2回目の天竺行において現地の内紛に武力介入したことで知られている。しかしそれ以外に特筆すべき業績はなかったため、『旧唐書』『新唐書』とも単独の伝を立てていない。

## 天竺行
北インドのマガダ（摩伽陀）国（ヴァルダナ朝）王ハルシャ・ヴァルダナ（戒日王）と唐の太宗の間では641年（貞観15年）から使節の往来があった。643年（貞観17年）、唐からの2回目の使節の副使として、融州（現在の広西チワン族自治区）で県令を務めていた王玄策が選ばれ、彼にとっては1回目の天竺行に赴く。正使は李義表であった。
647年（貞観21年）、右衛率府長史となっていた王玄策は、今度は正使として再び天竺へ向かう。副使は蒋師仁であった。チベット（吐蕃）とネパール（泥婆羅）を経て北インドに入ろうとしたが、ハルシャ王の死により現地は混乱しており、一行はハルシャ王の臣下だったアラナシュ（阿羅那順）の兵に捕らえられてしまう。脱出した王玄策は援軍を求める檄文を発し、吐蕃と泥婆羅から合わせて8千人余りの兵を得た。王玄策、蒋師仁らの率いる2ヶ国の軍勢は天竺軍を破り、アラナシュとその妻子を捕らえた。648年（貞観22年）、帰国した王玄策はアラナシュらの身柄を太宗に引き渡し、朝散大夫に任じられた。またこの時、那羅邇娑婆寐という自称200歳の方士を伴っていた。
657年（顕慶2年）、王玄策は3回目の天竺行に赴く。それまでの10年間に和糴副使左監門長史という官職や李元慶の友（陪臣）などを務め、右驍衛率府長史となっていた。ブリジ（婆栗闍）国などを歴訪して661年（龍朔元年）に帰国、後に左驍衛長史となった。さらに4回目の天竺行をしたという説もある。